# Сазерленд (Айова)
Сазерленд (англ. Sutherland) — місто (англ. city) в США, в окрузі О'Браєн штату Айова. Населення — 629 осіб (2020).

## Географія
Сазерленд розташований за координатами 42°58′22″ пн. ш. 95°29′42″ зх. д. / 42.97278° пн. ш. 95.49500° зх. д. (42.972831, -95.495035).  За даними Бюро перепису населення США в 2010 році місто мало площу 2,26 км², уся площа — суходіл.

## Демографія
Згідно з переписом 2010 року, у місті мешкало 649 осіб у 293 домогосподарствах у складі 176 родин. Густота населення становила 288 осіб/км².  Було 353 помешкання (156/км²).
Расовий склад населення:
| - 98,8 % — білих - 0,6 % — корінних американців - 0,2 % — чорних або афроамериканців |

До двох чи більше рас належало 0,5 %. Частка іспаномовних становила 0,6 % від усіх жителів.
За віковим діапазоном населення розподілялося таким чином: 19,6 % — особи молодші 18 років, 54,5 % — особи у віці 18—64 років, 25,9 % — особи у віці 65 років та старші. Медіана віку мешканця становила 50,4 року. На 100 осіб жіночої статі у місті припадало 96,7 чоловіків;  на 100 жінок у віці від 18 років та старших — 93,3 чоловіків також старших 18 років.
Середній дохід на одне домашнє господарство  становив 50 972 долари США (медіана — 44 896), а середній дохід на одну сім'ю — 59 735 доларів (медіана — 48 750). Медіана доходів становила 42 266 доларів для чоловіків та 39 375 доларів для жінок. За межею бідності перебувало 8,0 % осіб, у тому числі 20,0 % дітей у віці до 18 років та 1,3 % осіб у віці 65 років та старших.
Цивільне працевлаштоване населення становило 269 осіб. Основні галузі зайнятості: освіта, охорона здоров'я та соціальна допомога — 25,3 %, виробництво — 18,6 %, роздрібна торгівля — 13,4 %, сільське господарство, лісництво, риболовля — 10,0 %.